# شرق أكتون (محطة مترو أنفاق لندن)
شرق أكتون (بالإنجليزية: East Acton)‏ هي إحدى محطات مترو أنفاق لندن. تقع على خط سينترال أفتتحت في المنطقة (Zone) رقم 2 أفتتحت في 03 أغسطس 1920. 